# 珀西·L·朱利安
珀西·拉冯·朱利安（英語：Percy Lavon Julian，1899年4月11日—1975年4月19日）是一位美国化学家，以合成植物中的天然化合物而闻名，特别是药物和工业化学品。朱利安是一位非洲裔美国化学家，是化学合成植物藥品的先驱，首个合成了毒扁豆碱，并曾利用植物固醇，如豆固醇、β-穀固醇，来大规模合成人类甾体激素，如睾酮、孕酮。

## 生平
出生于阿拉巴马州的一个种族隔离的社会，他的父亲詹姆斯曾被奴役，而母亲伊丽莎白是一名教师。 他在伯明翰接受小学教育，由于当地没有为黑人提供高中教育，他在蒙哥马利州立黑人师范学校完成了高中课程。 他于1916年进入印第安纳州的德堡大学（DePauw University），并于1920年以优异成绩毕业，获得化学学士学位。 
從德堡大学畢業後，朱利安想要取得化學博士學位，但他了解到非裔美國人很難取得這個學位。相反，他在Fisk大學獲得了化學講師的職位。1923年，他獲得奧斯汀化學獎學金，得以進入哈佛大學攻讀碩士學位。然而，由於擔心白人學生會反感由非裔美國人任教，哈佛大學撤回了朱利安的助教職位，使他無法在那裡完成博士學位。
由于当时美国的种族歧视，他无法在本州继续深造或找到合适的工作，因此他转到西弗吉尼亚州立黑人学院（West Virginia State College）任教，并在那里获得了硕士学位。